# D901i
FOMA D901i（フォーマ・ディー きゅう まる いち アイ）は、三菱電機によって開発された、NTTドコモの第三世代携帯電話 (FOMA) 端末製品である。

## 概要
901iシリーズとして、SH901iC、F901iC、N901iCに次ぎ4番目に発売された。外部メモリーは三菱製で初めてminiSDメモリーカード（128 MBまで：ドコモ発表。それ以上は保証対象外）対応になった。
この機種より、FOMA初のスライド式を採用した。三菱電機も、スライドという部分を強くアピールしており、メーカーカタログのキャッチコピーには、「それは、シャキーンと開くケータイ」。スライド構造は、指で押し上げ途中からばねの力でスムーズに開く「アシストスライド式」である。手の大きさ、指の長さに関係なくスライド操作出来るメリットがある。
後継端末のD901iSからD903iTV（計6機種）までは、本体側面にあるボタンで開く「ワンプッシュオープン式」となった。
以後、長らくFOMA唯一のアシストスライド式端末であり、この復活を望む声も少なくなかったが、2007年夏モデルのD904iが、D901i以来のアシストスライド式を採用し、続くD704i、D905i、D705iも採用した。
メインカメラにはスーパーCCDハニカムを採用し、有効画素数約200万画素で、約200万画素相当の画像出力に対応。オートフォーカス対応である。テレビ電話用のサブカメラはCMOS約32万画素。
この機種より、富士通との共同開発（Symbian OSベース）でFシリーズに類似したメニューになる（ユーザー数の違いからか、P端末ほど違和感を訴える声は少ない）。
iアプリに関しては、「電車でGO! 山手線内回り1周」「フリップル」等がプリインストールされている。
901iシリーズ共通の特徴として、着うたや着モーションの最大再生容量を300 KBから500 KBに拡大、iモードメールの添付ファイルの最大容量も100 KBから500 KBに拡張、ツインスピーカー搭載、iアプリの3Dグラフィックス機能強化、Flashからの端末情報取得、外部からのコンテンツに対して問題要素を検出する「セキュリティスキャン機能」を搭載しているなど、iモードにまつわる機能が強化された。また、デジタルオーディオプレーヤー機能が正式対応になり、連続再生ができるようになった。
予定されていた800 MHz帯とのデュアルバンド機能はこの機種では見送られ、後継の901iSから搭載される。

## 歴史
- 2004年11月17日：F901iC・N901iC・SH901iC・P901iとともにドコモよりプレスリリース。
- 2004年11月30日：電気通信端末機器審査協会 (JATE)通過。
- 2004年12月20日：技術基準適合証明 (TELEC) 通過。
- 2005年2月1日：全国で発売開始。